# Ференахоф

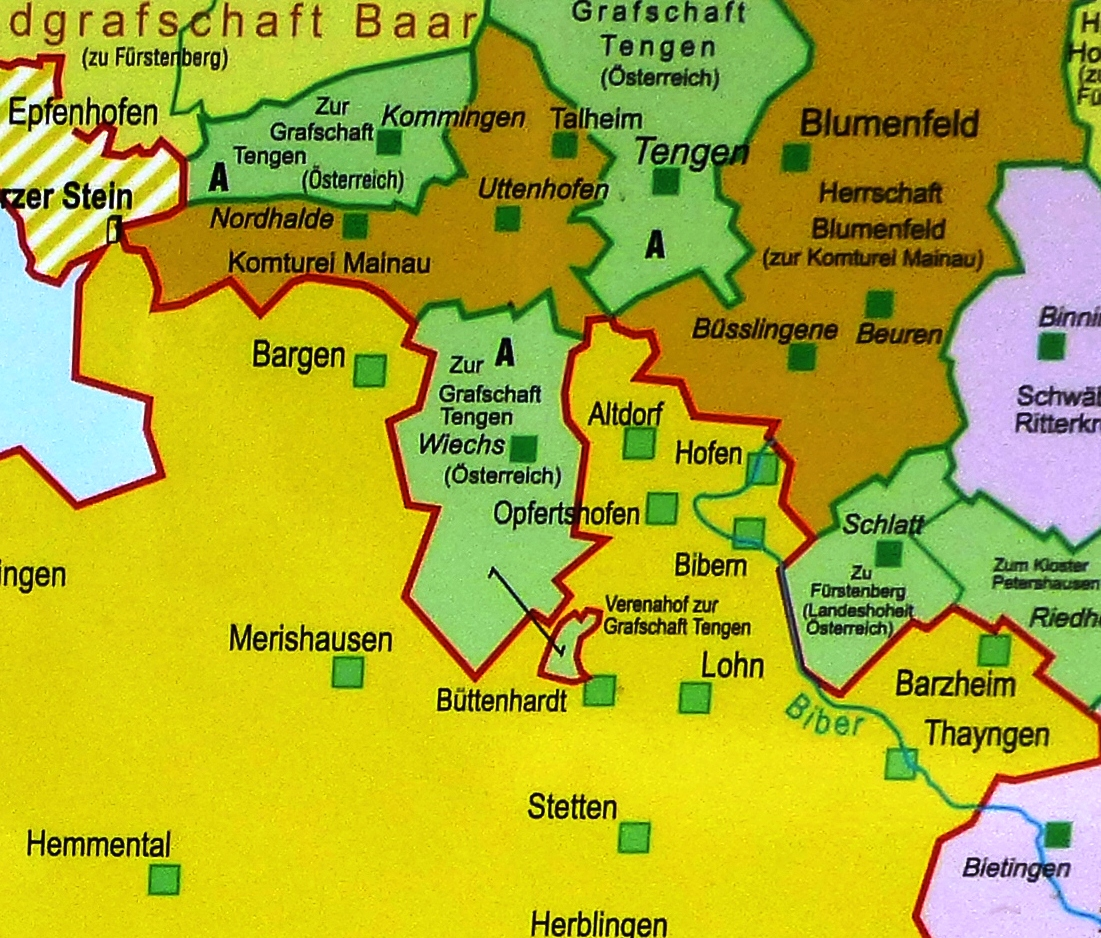
Карта

Ференахоф (нем. Verenahof) — бывший анклав Германии в Швейцарии, в административном отношении часть германского города Викс-ам-Ранден; в настоящее время часть города Тенген. Был отделён от города Викс-ам-Ранден участком швейцарской территории шириной 200—300 м.
4 октября 1967 года данная территория, на которой имелось три дома и проживало менее десятка человек, стала частью Швейцарии; при этом взамен данной территории площадью 529 912 м² (в административном отношении являвшейся частью германских городов Констанц, Энинген, Рилазинген, Викс-ам-Ранден, Альтенбург, Штюлинген, Вайцен и Гриммельсхофен) Западной Германии был передан равноценный участок территории Швейцарии (в административном отношении являвшийся частью швейцарских городов Кройцлинген, Хемисхофен, Бюттенхардт, Опфертсхофен и Мерисхаузен). В настоящее время данная территория относится к швейцарской коммуне Бюттенхардт.